# 井坪镇
井坪镇，是中华人民共和国山西省朔州市平鲁区下辖的一个乡镇级行政单位。

## 行政区划
井坪镇下辖以下地区：
古城社区、安东社区、安西社区、安南社区、安北社区、西泉社区、勤易社区、馨苑社区、桃园社区、北坪社区、井坪村、堡子沟村、东洼村、下红沟村、大梁村、乱榆卜村、上称沟村、中红沟村、南红沟村、高家坡村、前寺怀村、徐辛窑村、阳圈村、龙卜沟村、大木瓜界村、小木瓜界村、下麻黄头村、上麻黄头村、小白洋洼村和大白洋洼村。